# Bar (Maßeinheit)
Der Bar war eine Massen- und Volumeneinheit (Gewichtsmaß).

## Französische Gewichtseinheit
- 1 Bar = 909,13 kg

## Kameruner Volumenmaß
In Kamerun war Bar ein Volumenmaß und es galt:
- Palmöl: 1 Bar = 4 Liter
- Palmkerne: 1 Bar = 8 Liter